# Gummiwulst

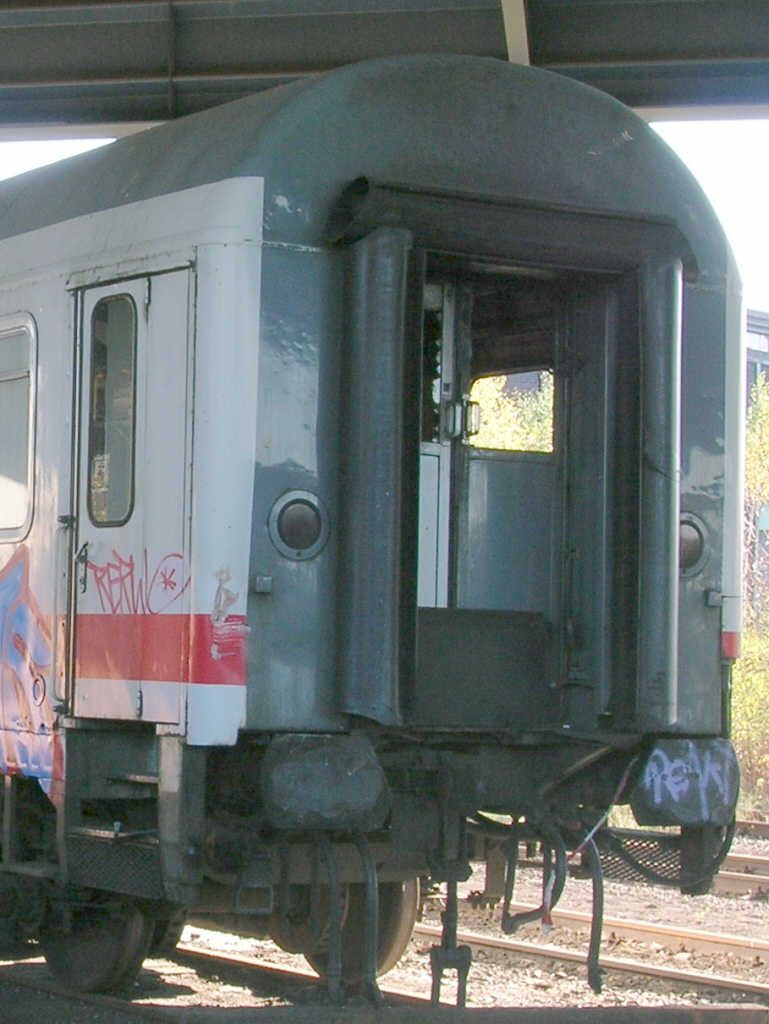
Gummiwulst-Wagenübergang

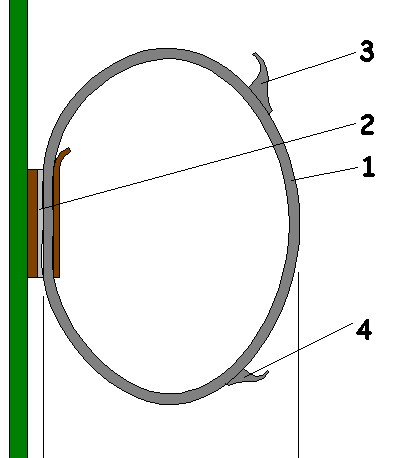
Schnitt durch Gummiwulst
1=Gummiwulst
2=Dichtung zum Wagen
3,4=Regenleisten

Der Gummiwulst ist eine spezielle Form einer Abdichtung des Übergangs zwischen zwei Reisezugwagen, die diesen gegen Witterungseinflüsse abschirmt. 
Der Gummiwulstübergang besteht aus zwei senkrechten sowie einem waagerechten Wulst, bestehend aus einer abriebfesten Gummimischung, die beidseitig sowie oberhalb der stirnseitigen Durchgangstür mit Klemmschienen am Wagenkasten befestigt werden. 
Im Gegensatz zum Faltenbalg sind beim Gummiwulst keine zusätzlichen Handgriffe erforderlich, um beim Kuppeln die beiden Hälften des Übergangsschutzes zu verbinden. Deswegen hat der Gummiwulst den Faltenbalg bei Einzelwagen von Vollbahnen fast vollständig abgelöst. Einzig bei Schmalspurbahnen mit engen Radien konnte sich der Gummiwulst gegenüber dem Faltenbalg nicht durchsetzen, da der Gummiwulst in Kurven nicht so flexibel mitgeht wie ein Faltenbalg. Es würde sich dort an der Seite ein zu großer Spalt bilden. Aufgrund der prinzipbedingt schlechteren Abdichtung von Gummiwülsten werden auch heute bei mehrteiligen, jedoch in der Regel zusammenbleibenden Triebzügen wie z. B. dem ICE Faltenbälge eingesetzt.
Aufgrund der größeren Außenabmessungen des Gummiwulstes im Vergleich zum Faltenbalg sind die Freiräume zwischen den Wagenenden kleiner, was eine bessere Aerodynamik gewährleistet.
Gummiwulstübergänge sind im UIC-Merkblatt 50561 (bis 2016 UIC 561:1991) (Übergangseinrichtungen der Reisezugwagen) standardisiert. Die lichte Weite des Übergangs beträgt 1060 mm, die Mitte des oberen Wulstes wird 2255 mm über der Pufferebene montiert, der Mittenabstand der seitlichen Wulste beträgt 1360 mm. Die Stirnwände der Reisezugwagen sind gegenüber der Pufferebene um 150 mm zurückgezogen. Der Gummiwulst ist mit einer klappbaren Übergangsbrücke von mindestens 940 mm Breite ausgestattet. Gummiwulste können mit Verbindungselementen zum gemischten Kuppeln mit Faltenbalgübergängen ausgestattet sein. Die Durchgangsbreite der Stirnwandtüren ist um etwa 400 mm größer als die der Faltenbalgübergänge.
Eingeführt wurde Gummiwulst bei der Deutschen Bundesbahn nach ersten Versuchsausführungen in den 1950er Jahren. Die ersten Serienfahrzeuge der Deutschen Bundesbahn waren die Eilzugwagen der Gattung yl.